# Liste der Biografien/Bz
Liste der Biografien |
Portal Biografien |
Personensuche
# |
A |
B |
C |
D |
E |
F |
G |
H |
I |
J |
K |
L |
M |
N |
O |
P |
Q |
R |
S |
T |
U |
V |
W |
X |
Y |
Z |
?
 
Ba |
Be |
Bd |
Bg |
Bh |
Bi |
Bj |
Bl |
Bm |
Bn |
Bo |
Br |
Bs |
Bu |
Bw |
By |
Bz
Die Liste der Biografien führt alle Personen auf, die in der deutschsprachigen Wikipedia einen Artikel haben. Dieses ist eine Teilliste mit 5 Einträgen von Personen, deren Namen mit den Buchstaben „Bz“ beginnt.

## Bz

### Bzd
- Bzdel, Michael (1930–2012), kanadischer Ordensgeistlicher, Erzbischof von Winnipeg
- Bzdok, Josef (1938–2019), deutscher Kunstschmied und Metallgestalter

### Bzh
- Bzhezhinska, Alina, ukrainische Jazzmusikerin (Harfe, Komposition)

### Bzo
- Bzowka, Wlodek (1979–2007), polnisch-deutscher Künstler

### Bzu
- Bzura, Paula (* 1990), polnische Shorttrackerin